# سمير عرب
سمير عرب (بالإنجليزية: Samir Arab)‏ هو لاعب كرة قدم مالطي، ولد في 25 مارس 1994.

## وصلات خارجية
- سمير عرب على موقع الاتحاد الأوربي (الإنجليزية)
- سمير عرب على موقع قاعدة بيانات كرة القدم.إي يو (الإنجليزية)
- سمير عرب على موقع ناشيونال فوتبول تيمز (الإنجليزية)
- سمير عرب على موقع Soccerbase.com (لاعب) (الإنجليزية)
- سمير عرب على موقع Soccerway.com (الإنجليزية)
- سمير عرب على موقع عالم كرة القدم.نت (الإنجليزية)